# كنوت داهل
كنوت داهل (بالنرويجية البوكمول: Knut Dahl)‏ هو بروفيسور وعالم طيور نرويجي، ولد في 28 أكتوبر 1871، وتوفي في 11 يونيو 1951.